# Cambiamo!
Cambiamo! (kurz C!; übersetzt „Lasst es uns ändern!“) ist eine Mitte-Rechts-Partei in Italien, die im August 2019 vom ehemaligen Forza-Italia-Politiker und Präsidenten der Region Ligurien, Giovanni Toti gegründet wurde.

## Geschichte
Nach den Europawahlen 2019 ernannte Silvio Berlusconi im Juni 2019 nationale Koordinatoren von Forza Italia (FI), Giovanni Toti und Mara Carfagna, mit dem Ziel, die Partei zu reformieren und wiederzubeleben. Nach nur wenigen Wochen verließ Toti die Partei jedoch aufgrund von Differenzen zu Berlusconi, der Totis Vorschlag für offene Vorwahlen nicht befürwortet hatte, und bereitete die Gründung von "Cambiamo!" vor. Die Gründe für die Spaltung waren laut Toti der Mangel an interner Demokratie und die Unklarheit von Forza Italia in Bezug auf das Bündnis mit der Lega Nord und der nationalkonservativen Partei Fratelli d’Italia (FdI), welche Toti unterstützte.
Im September verließen vier Abgeordnete (Stefano Benigni, Manuela Gagliardi, Claudio Pedrazzini und Alessandro Sorte) Berlusconis Forza Italia, um Cambiamo! beizutreten. Zusammen mit einem fünften Abgeordneten, der FI zuvor verlassen hatte (Giorgio Silli), organisierten sie die neue parlamentarische Gruppe als "Cambiamo! - 10 Volte Meglio". Darüber hinaus haben vier Senatoren (Massimo Vittorio Berruti, Gaetano Quagliariello, Paolo Romani und Luigi Vitali) sowie mehrere Regionalpolitiker aus der Lombardei (einschließlich Romanis Sohn) und aus Latium angekündigt, sie würden ebenfalls zu Cambiamo! übertreten.